# Fodil Dob
Pour les articles homonymes, voir Dob.
Fodil Dob (en arabe : فضيل دوب), est un footballeur international algérien né le 22 octobre 1975 à Alger. Il évoluait au poste d'attaquant. 
Surnommé Capsoula, il est le frère de Mounir Dob.

## Biographie

### Origine du surnom
Le surnom Capsoula lui a été attribué à la suite du grand match qu'il a livré contre la JS Kabylie en finale du championnat d'Algérie de 1999 (Champion du groupe Centre-Ouest, le MC Alger, contre celui du groupe Centre-Est, la JS Kabylie). En effet, il a sillonné le terrain du Stade Ahmed Zabana d'Oran, sans arrêt, et ce pendant les 120 minutes qu'a durées le match. Le public ayant soupçonné une prise de produits dopants l'a ainsi surnommé Capsoula (Capsule de médicaments).

## Palmarès

### En clubs
- Champion d'Algérie en 1999 avec le MC Alger.
- Vainqueur de la Coupe de la Ligue en 1998 avec le MC Alger.
- Vainqueur de la Coupe de la CAF en 2002 avec la JS Kabylie.

### Avec l'équipe d'Algérie
Le tableau suivant indique les rencontres de l'équipe d'Algérie dans lesquelles Fodil Dob a été sélectionné depuis le 20 décembre 1997 jusqu'à 8 décembre 2000.